# デアード・インガソル
デアード・インガソル（Daird Ingersoll、？ - 1837年10月18日）は、アメリカの船籍モリソン号の船長。モリソン号事件で砲撃を受けた。
広東にあったアメリカの商社オリファント会社の商船モリソン号の船長だった。
1837年（天保8年）、オリファント社の日本との通商と、布教団のキリスト布教を目的にモリソン号はマカオを出航。途中日本人漂流民音吉・庄蔵ら7名を乗せて浦賀に来航するが、異国船打払令を受けた浦賀奉行太田資統によって砲撃され、退去。鳥羽来航には天候のために失敗し、薩摩山川に入港、庄蔵・寿三郎の漂流民を上陸させて交渉に当たるが、薩摩藩家老島津久風の砲撃によって入国を断念し、マカオへ引き返した。
その後は漂流民らをアメリカへ送る計画を立てていたが、同年、バタヴィアへの航海中に急死したため、成らなかった。